# Борунов, Мария
Мария Борунов (англ. Maria Borounov; род. 14 мая 1982, Перт) — австралийская фигуристка, выступавшая в танцах на льду с мужем Евгением Боруновым. Они были чемпионами Австралии (2007) и пятикратными серебряными призёрами чемпионата Австралии (2006, 2008—2011).

## Биография
Мария встала на коньки в одиннадцать лет. Сперва она выступала в одиночном катании, но из-за травм перешла в танцы на льду. В 2002 году вышла замуж за российского  фигуриста Евгения Борунова, эмигрировавшего в Австралию, и стала выступать с ним в дуэте. В сезоне 2005/2006 пара завоевала серебро чемпионата Австралии и дебютировала на международном уровне, выступив на чемпионате четырёх континентов.
В 2007 году они выиграли чемпионат Австралии. До 2010 года жили и тренировались в Москве под руководством Елены Кустаровой и Светланы Алексеевой. На соревнованиях представляли клуб «Cockburn Ice Arena» из Перта. К сезону 2010/2011 готовились без тренера и хореографа, поставив соревновательные программы самостоятельно.
Боруновы в общей ложности завоевали пять серебряных медалей в рамках чемпионата Австралии (2006, 2008—2011), и шесть раз выступили на чемпионате четырёх континентов (2006—2011). По завершении соревновательной карьеры Мария работала тренером по фигурному катанию в родном Перте. Помимо этого, получила судейскую лицензию и выступала в качестве ассистента технического специалиста на международных соревнованиях.

## Результаты
| Соревнования           | 05/06         | 06/07         | 07/08         | 08/09         | 09/10         | 10/11         |
| Международные          | Международные | Международные | Международные | Международные | Международные | Международные |
| ---------------------- | ------------- | ------------- | ------------- | ------------- | ------------- | ------------- |
| Четыре континента      | 14            | 12            | 13            | 11            | 12            | 11            |
| NRW Trophy             |               |               | 3             |               |               | 12            |
| Ice Challenge          |               |               |               |               |               | 11            |
| Мемориал Павела Романа |               |               |               | 5             |               |               |
| Мемориал Ондрея Непелы |               |               |               | 9             | WD            |               |
| Золотой конёк Загреба  |               |               | 15            |               |               |               |
| Национальные           |               |               |               |               |               |               |
| Чемпионат Австралии    | 2             | 1             | 2             | 2             | 2             | 2             |